# Ștefan Târnovanu
Ștefan Târnovanu (ur. 9 maja 2000 w Jassach) – rumuński piłkarz grający na pozycji bramkarza w rumuńskim klubie FCSB oraz reprezentacji Rumunii. Uczestnik Letnich Igrzysk Olimpijskich 2020 oraz Mistrzostw Europy 2024.